# Proville
Proville és un municipi francès situat a la regió dels Alts de França, al departament del Nord. L'any 2006 tenia 3.475 habitants. Limita al nord i est amb Cambrai, al sud-est amb Rumilly-en-Cambrésis, al sud amb Marcoing i Noyelles-sur-Escaut, al sud-oest amb Cantaing-sur-Escaut i a l'oest amb Fontaine-Notre-Dame (Nord).

## Demografia
| Evolució de la població Ehess i INSEE |      |      |      |      |      |      |      |      |
| 1793                                  | 1800 | 1806 | 1821 | 1831 | 1836 | 1841 | 1846 | 1851 |
| 280                                   | 282  | 429  | 424  | 461  | 482  | 500  | 452  | 491  |

| 1856 | 1861 | 1866 | 1872 | 1876 | 1881 | 1886 | 1891 | 1896 |
| ---- | ---- | ---- | ---- | ---- | ---- | ---- | ---- | ---- |
| 498  | 497  | 673  | 705  | 737  | 787  | 795  | 815  | 793  |

| 1901 | 1906 | 1911 | 1921 | 1926 | 1931 | 1936 | 1946 | 1954 |
| ---- | ---- | ---- | ---- | ---- | ---- | ---- | ---- | ---- |
| 796  | 787  | 786  | 556  | 735  | 739  | 786  | 786  | 786  |

| 1962 | 1968 | 1975  | 1982  | 1990  | 1999  | 2006 | 2011 | 2016 |
| ---- | ---- | ----- | ----- | ----- | ----- | ---- | ---- | ---- |
| 818  | 915  | 2.238 | 3.215 | 3.655 | 3.472 | -    | -    | -    |

| 2019 | - | - | - | - | - | - | - | - |
| ---- | - | - | - | - | - | - | - | - |
| -    | - | - | - | - | - | - | - | - |

## Administració
| Període | Identitat       | Partit |
| ------- | --------------- | ------ |
| 2001-   | Daniel Delwarde |        |